# Providencia (Sonora)
No confundir con La Providencia (México), para otros usos véase: Providencia
Providencia es un pueblo del municipio de Cajeme ubicado en el sur del estado mexicano de Sonora, en la zona del valle del Yaqui. El pueblo es la sexta localidad más habitada del municipio, ya que según los datos del Censo de Población y Vivienda realizado en 2020 por el Instituto Nacional de Estadística y Geografía (INEGI), Providencia tiene un total de 4146 habitantes. El pueblo es una de las cinco comisarías en las que se subdivide el municipio. Fue fundado en noviembre de 1914, después de que el río Yaqui desbordara y algunas localidades que se localizaban en su rivera, buscaran un lugar más alto para establecerse.

## Geografía
Providencia se sitúa en las coordenadas geográficas 27°30'41" de latitud norte y 109°59'13" de longitud oeste del meridiano de Greenwich, a una elevación de 28 metros sobre el nivel del mar.